# أيند أغسطس
أيند أغسطس (بالإنجليزية: Ayinde Augustus)‏ هو لاعب كرة قدم أمريكي في مركز الوسط، ولد في 27 ديسمبر 1988 في كريستيانستيد في الولايات المتحدة. شارك مع منتخب الجزر العذراء الأمريكية لكرة القدم. أما مع النوادي، فقد لعب مع Rovers FC (U.S. Virgin Islands) ‏.

## وصلات خارجية
- أيند أغسطس على موقع الاتحاد الدولي (مؤرشف)  (الإنجليزية)
- أيند أغسطس على موقع قاعدة بيانات كرة القدم.إي يو (الإنجليزية)
- أيند أغسطس على موقع ناشيونال فوتبول تيمز (الإنجليزية)